# Kenyapithecus wickeri
Kenyapithecus wickeri je druh vyhynulého úzkonosého primáta, žijící ve středním miocénu (asi před 14 miliony let) na území dnešní Keni.
Jeho pozůstatky objevil v roce 1961 paleoantropolog Louis Leakey na nalezišti Fort Ternan u Viktoriina jezera. Druhové jméno odvodil od příjmení objevitele lokality, jímž byl místní farmář Fred Wicker. Ostatky druhu Kenyapithecus wickeri dosud nebyly nikde jinde objeveny.

## Popis
Kenyapithecus byl středně velký primát, dosahující průměrné váhy kolem 30 kg. Jeho podoba je dosud velmi málo známá a o celkové stavbě těla nelze říci téměř nic. Doloženy jsou jen dva zlomky horní čelisti, tři fragmenty dolní čelisti a 10 izolovaných zubů. K tomuto celku pravděpodobně patří i distální část pažní kosti.
Zachycené kosterní ostatky již nesou několik pokročilých znaků. Kenyapithecus měl oproti starším, časně miocenním primátům široké ploché stoličky se silnější sklovinou i robustnější spodní čelist, velké třenové zuby a horní řezáky. Tyto adaptace mu patrně umožnily pojídat tužší stravu - mimo měkkého ovoce také plody s tužší slupkou, semena, hlízy či oddenky.
Většina odborníků předpokládá, že se stále jednalo o čtyřnohého stromového tvora, podobného časně miocenním Proconsulidům, který se ovšem podle morfologie pažní kosti mohl pohybovat nejen v korunách stromů, ale částečně také na zemi.
Změny na chrupu i v lokomoci souvisí se změnami přírodních podmínek a s vysušováním klimatu během miocénu. Kenyapithecus již pravděpodobně nežil v hustém tropickém lese jako jeho předchůdci, ale v otevřenějších lesních porostech.

## Fylogeneze
Fylogeneze a taxonomie celého rodu Kenyapithecus, včetně druhu Kenyapithecus wickeri je dosud extrémně nejasná i vzhledem k nedostatku fosilního materiálu. O rodu Kenyapithecus se od jeho objevu vždy hojně diskutovalo a stále zůstává kontroverzním, obtížně zařaditelným taxonem. Spojován bývá s různými jinými rody miocenních hominoidů (Dryopithecus, Ramapithecus, Sivapithecus, Griphopithecus).
Podle původní Leakeyho teorie patřil Kenyapithecus již mezi hominidy a byl předkem všech velkých lidoopů, včetně orangutanů, goril, šimpanzů i člověka. Až v 90. letech 20. století se badatelé povětšinou přiklonili k primitivnějšímu původu tohoto rodu.
Kenyapithecus tvoří společně s rody Afropithecus, Equatorius a Griphopithecus jakýsi přechod mezi časně miocenními zástupci čeledi Proconsulidae a velkými lidoopy mladšího miocénu (Dryopithecus, Sivapithecus, aj.). Přesné vztahy složité mozaiky je ovšem velmi nesnadné zachytit a ke konkrétnímu taxonomickému zařazení bude potřeba získat kvalitnější srovnávací materiál. V každém případě tito primáti ukazují na utváření modernější skupiny hominoidů na přelomu staršího a středního miocénu, adaptované na nové podmínky suššího podnebí. Kenyapithecus tudíž mohl být předkem čeledi Hominidae, ale mohl být také slepou vývojovou větví. Ze současného stavu poznání o tom zatím nelze rozhodnout.